# Mere (maorí)

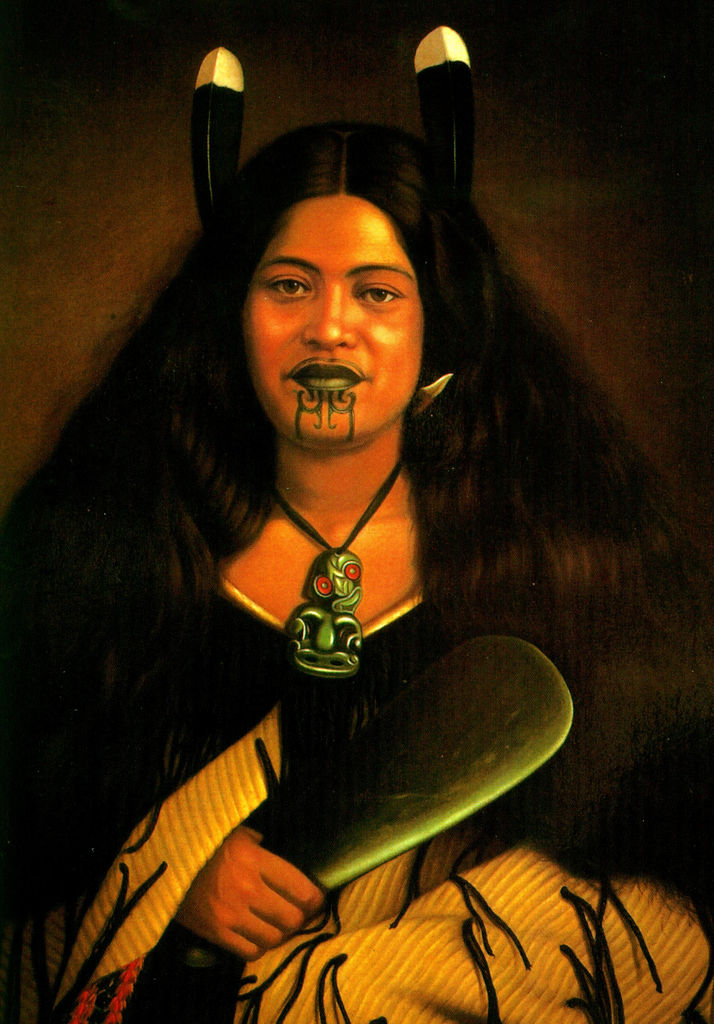
Pare Watene en 1878 con un mere.

Mere (ˈmɛrɛ) es un tipo de maza de combate maorí que se utiliza también como símbolo de autoridad. El mere es uno de los tres tipos de patu. Es el que muestra mayor simplicidad. Tiene forma de paleta y es plano y ancho en el extremo con el que se golpea. Dispone de tres o cuatro surcos en el mango junto con un agujero a través del cual pasa una cuerda o correa para sujetarlo a la muñeca.
Normalmente, están confeccionados con pounamu.